# رينولد كلوتز
رينولد كلوتز (بالألمانية: Reinhold Klotz)‏ هو كاتب ومؤلف وأستاذ جامعي ألماني، ولد في 13 مارس 1807 في شتولبرغ في ألمانيا، وتوفي في 10 أغسطس 1870 في Kleinzschocher ‏ في ألمانيا.